# Супербоул XXIII
Супербоул XXIII (англ. Super Bowl XXIII) — двадцать третья игра Супербоула. Матч Американской Футбольной Конференции (АФК) и Национальной Футбольной Конференции (НФК). Игра прошла 22 января 1989 года. В матче играли Цинциннати «Бенглас» от АФК и Сан-Франциск Форти Найнерс от НФК. Сан-Франциско победил со счётом 20:16

## Трансляция
В США игру транслировал NBC. NBC использовали новую телевизионную графику. Игра транслировалась в Мексике.

## Ход матча
Первая половина
За три минуты до конца первой четверти, Сан-Франциско забил филд гол. Следующий раз команды наберут очки в конце второй четверти. Кикер Цинциннати забьёт филд гол и команды ушли на перерыв со счётом 3:3.
Вторая половина
В середине третьей четверти, Цинциннати забил филд гол. Сан-Франциско, в конце четверти, сделает филд гол. Однако возвращения мяча в тачдаун, от Цинциннати, сделает счёт к последней четверти 13:6 в пользу «Форти Найнерс». В начале четвёртой четверти, Сан-Франциско оформит тачдаун. Затем Цинциннати забьёт филд гол. За 34 секунды до конца матча, "Форти Найнерс" оформляет победный тачдаун.
Супербоул XXIII: Сан-Франциско Форти Найнерс 20, Цинциннати Бенгалс 16
|                     | 1 | 2 | 3  | 4  | Финал |
| ------------------- | - | - | -- | -- | ----- |
| Бенгалс (АФК)       | 0 | 3 | 10 | 3  | 16    |
| Форти Найнерс (НФК) | 3 | 0 | 3  | 14 | 20    |

на Hard Rock Stadium , Майами, штат Флорида
- Дата: 22 января 1989 года
- Погода в игре: 24 ℃ (76℉), облачно

SF-Сан-Франциско, CIN-Цинциннати, ЭП-Экстрапоинт
Первая четверть:
- 3:14-SF-41-ярдовый филд гол, Сан-Франциско повёл 3:0

Вторая четверть:
- 1:15-CIN-34-ярдовый филд гол, ничья 3:3

Третья четверть:
- 5:39-CIN-43-ярдовый филд гол, Цинциннати повёл 6:3
- 0:50-SF-32-ярдовый филд гол, ничья 6:6
- 0:34-CIN-93-ярдовое возвращения в тачдаун+ЭП, Цинциннати повёл 13:6

Четвёртая четверть:
- 14:03-SF-14-ярдовый тачдаун+ЭП, ничья 13:13
- 3:20-CIN-40-ярдовый филд гол, Цинциннати повёл 16:13
- 0:34-SF-10-ярдовый тачдаун+ЭП, Сан-Франциско повёл 20-16